# Нестеров, Александр Сергеевич
Александр Сергеевич Нестеров (24 марта 2000, Тольятти, Самарская область) — российский футболист, защитник. Игрок клуба КДВ.

## Клубная карьера
Футболом начинал заниматься дома в Академия футбола имени Юрия Коноплёва. Первый тренер Денис Юрьевич Малков дал игроку прозвище «Дровосек». Позднее перешел в систему самарских «Крыльев Советов»: выступал за вторую и молодежную команду. В марте 2020 года за агрессивное поведение во встрече молодежного первенства России против «Тамбова» получил четырехматчевую дисквалификацию: поединок по ошибки судей был прерван из-за большого количества удалений.
В сезоне 2020/21 находился в заявке «Оренбург», однако играл Нестеров во второй команде. За основной состав он провел всего один матч в розыгрыше Кубка России: 21 октября в поединке группового этапа турнира против «Сочи» (1:1, 2:4 по пенальти) защитник появился на поле на 89-й минуте вместо Данила Хорошкова.
В 2021 году футболист провел семь матчей в ФНЛ «Акроне», после чего он покинул коллектив. До конца сезона выступал в аренде в ФНЛ-2 за ставропольское «Динамо».
В июле 2022 года Александр Нестеров перешел в клуб армянской премьер-лиги «Ноа». Дебютировал в местной элите защитник 30 июля в матче против «Алашкерта» (3:4), а всего сыграл в чемпионате 9 матчей.
Весной 2023 года числился в клубе «Сызрань-2003», летом того же года перешёл в «Чайку» (Песчанокопское).
11 июня 2025 года о переходе футболиста объявил томский клуб КДВ.